# B' Katīgoria 1965-1966
La B' Katīgoria 1965-1966 fu l'11ª edizione della B' Katīgoria; vide la vittoria finale dell'APOP Paphou.

## Stagione

### Novità
Il numero di squadre partecipanti salì da otto a undici: considerando che nella stagione precedente non ci furono né promozioni né retrocessioni, si registrò la defezione dell'Amathus Limassol che lasciò spazio ai concittadini dell'Arion Limassol, mentre ci fu il ritorno del Keravnos Strovolos, accompagnato dalle nuove iscrizioni di EN Paralimni ed ENAD Agios Dometios

### Formula
Le undici squadre partecipanti erano divisi in due gruppi, su base geografica. In ogni girone le squadre si incontravano in turni di andata e ritorno; erano assegnati tre punti per la vittoria, due per il pareggio e uno per la sconfitta. I due vincitori dei gironi effettuavano un turno di play-off con gare di andata e ritorno; il vincitore veniva promosso nella A' Katīgoria 1966-1967.

## Girone 1
Squadre rappresentanti città appartenenti ai distretti di Nicosia, Famagosta e Laranca. Non è nota la classifica finale né le partite disputate, ma solo le squadre partecipanti e la vincitrice.

### Squadre partecipanti
| Club                | Città          | Stadio              |
| ------------------- | -------------- | ------------------- |
| AEK Famagosta       | Famagosta      | Stadio GSE          |
| Anagennīsī Larnaca  | Larnaca        | Vecchio Stadio GSZ  |
| EN Paralimni        | Paralimni      | stadio Tasos Markou |
| ENAD Agios Dometios | Agios Dometios | ?                   |
| Keravnos Strovolos  | Strovolos      | Keravnos Stadium    |
| Orpheas Nicosia     | Nicosia        | Vecchio Stadio GSP  |

Vincitore: Keravnos Strovolos

## Girone 2
Squadre rappresentanti città appartenenti ai distretti di Pafo e Limassol. Non è nota la classifica finale né le partite disputate, ma solo le squadre partecipanti e la vincitrice.

### Squadre partecipanti
| Club                      | Città    | Stadio     |
| ------------------------- | -------- | ---------- |
| Arion Limassol            | Limassol | Stadio GSO |
| APOP Paphou               | Pafo     | Stadio GSK |
| EPAL                      | Limassol | Stadio GSO |
| Ethnikos Asteras Limassol | Limassol | Stadio GSO |
| Evagoras Paphou           | Pafo     | Stadio GSK |

Vincitore: APOP Paphou

## Spareggio play-off
| Squadra 1          | Totale | Squadra 2   | Andata | Ritorno |
| ------------------ | ------ | ----------- | ------ | ------- |
| Keravnos Strovolos | 3 - 7  | APOP Paphou | 1 - 3  | 2 - 4   |

### Verdetti
- APOP Paphou promosso in A' Katīgoria.